# Тупикина, Юлия Владимировна
Юлия Владимировна Тупикина (род. 8 ноября 1978, Красноярск) — российский драматург, сценарист, преподаватель.

## Биография
Родилась 8 ноября 1978 года в городе Красноярске.
Окончила факультет журналистики Красноярского государственного университета. Начала заниматься литературным творчеством в 2009 году.
В 2010 окончила ВКСР (мастерская кинодраматургии Олега Дормана и Людмилы Голубкиной).
Многократный победитель конкурсов драматургии: «Первая читка», «Действующие лица», «Маленькая премьера», «Волошинский конкурс», «Омская лаборатория» и других. Обладатель Первой премии Международного конкурса драматургов «Евразия» Николая Коляды, финалист конкурса премии «Золотая маска», обладатель премии «Кульминация». Участник фестивалей «Любимовка», «За! Текст» и многих других.
В 2016 году на конкурсе конкурсов «Кульминация» пьеса «Вдох-выдох» была признана «Пьесой года»
В 2017 году вошла в экспертный совет конкурса «Кульминация». Эксперт конкурса «Маленькая ремарка». В том же году вместе с драматургами Ринатом Ташимовым и Михаилом Дурненковым приняла участие в международной программе Lark+Любимовка — пьесы участников были представлены в Нью-Йорке в рамках лаборатории.
В 2018 году вышел фильм Алексея Германа-младшего «Довлатов» по сценарию Тупикиной (в соавторстве). Фильм был выдвинут на «Золотого медведя» Берлинского кинофестиваля, получил «Приз газеты Berliner Morgenpost» и «Серебряного Медведя» за выдающиеся достижения в области киноискусства.
Пьесы Тупикиной были показаны во множестве городов России и зарубежья: Москве, Санкт-Петербурге, Киеве, Варшаве, Нью-Йорке, Екатеринбурге, Кирове, Прокопьевске, Саратове и многих других. Сотрудничала с известными театральными и кинорежиссерами: Алексеем Германом-младшим, Дмитрием Брусникиным, Мариной Брусникиной, Николаем Колядой, Олегом Липовецким.
Пьесы переведены на английский, польский и немецкий языки.
Активно участвует в театральном процессе, проводит лекции, мастер-классы.

## Произведения

### Пьесы
- «Когда ты остров»
- «Антибабы»
- «Это лето»
- «Юг/Север»
- «Жизнь»
- «Навстречу утренней заре»
- «Петербург»
- «Хорошие новости»
- «Другая Золушка»
- «Злая мать»
- «Квентин Дорвард» (инсценировка романа Вальтера Скотта)
- «Вдох-выдох»
- «Музей Циолковского»
- «Дубровский» (инсценировка А. С. Пушкина)
- «Герман, Франц и Грегор» (инсценировка «Превращения» Франца Кафки)
- «Комар мечтает о зиме»
- «Спой мне»
- «Майя и Кощей»
- «Уроки литературы»
- «Вертикальная женщина»
- «Стыд и плесень»
- «Весна в городе Ю»
- «Офелия боится воды» (первая постановка состоялась в Санкт-Петербурге в 2017 г. на сцене Театра «Суббота», режиссер А. Сидельников)
- «Джульетта выжила»
- «Учебник дерзости»
- «Ба»
- «Кулинарный кружок»
- «На свободу»
- «Два Ван Гога»

## Фильмография
- 2023 — «Похороны на Марсе», реж. Владимир Мирзоев, альманах «Этюды о свободе»[16]
- 2022 — сериал «Amore more», реж. Яна Гладких[17]
- 2018 — «Довлатов», реж. Алексей Герман[18]
- 2017 — «Икотка», реж. Мария Рашова[19]
- 2015 — «Цой жив», реж. Мария Рашова[20]
- 2014 — «По аэродрому», реж. Мария Рашова
- 2013 — «Велосипед», реж. Андрей Тревгода, США[21]
- 2011 — «ПАПАлся», реж. Геннадий Фадеев[22]

## Постановки
- 2022 — «Зверев», медиаопера, композитор Ираида Юсупова.
- 2022 — «Вдох-выдох», Череповец, Театр для детей и молодёжи, реж. Александр Семечков, худ. Алёна Матвеева.
- 2022 — «Ба», Беларусь, Полесский драматический театр, реж. Павел Маринич.
- 2022 — «Ба», Пензенский драматический театр, реж. Кирилл Заборихин.
- 2021 — «Бэбиблюз», Брянск, Театр юного зрителя, реж. Юрий Пахомов, сценография Амир Ерманов.
- 2021 — «Беги/останься», Воронеж, «Новый театр», реж. Виктория Шаламова.
- 2021 — опера «Хаосмос» в рамках лаборатории КоОПЕРАция.
- 2021 — «Злая мать», Москва, театр Док, реж. Сергей Шевченко.
- 2020 — «Ноябрь-86», Санкт-Петербург, театр Суббота, реж. Михаил Смирнов.
- 2020 — «Джульетта выжила», Калуга, Театральная лаборатория Pro Art’s, реж. Константин Солдатов.
- 2020 — «Джульетта выжила», Санкт-Петербург, театр «Комедианты», реж. и худ. Андрей Никитинских.
- 2020 — «Ба», Марий Эл, Марийский национальный театр драмы им. Шкетана, реж. Роман Алексеев, худ. Сергей Таныгин.
- 2019 — «Как живётся-можется» (по пьесе «Ба»), г. Санкт-Петербург, Театр комедии, реж. Татьяна Казакова.
- 2019 — «Джульетта выжила», г. Ставрополь, реж. Тамерлан Коченов.
- 2019 — «Вдох-выдох», Калужский драматический театр, реж. Леонид Клёц, худ. Леонил Клёц, Елизавета Невинная
- 2018 — «Лейли и Меджнун», Казань, ТЮЗ им. Кариева
- 2018 — «Ба», Восточно-Казахстанский областной драматический театр, г. Усть-Каменогорск, реж. Роман Степенский, худ. Шота Чоговадзе
- 2018 — «Офелия боится воды», МХТ им. Чехова, Москва, реж. Марина Брусникина
- 2018 — «Вдох-выдох», ТЮЗ, Тверь, реж. Роман Каганович, худ. Елисей Шепелёв[23]
- 2018 — «Петербург», театр на Васильевском острове, Санкт-Петербург, реж. Денис Хуснияров, худ. Елена Дмитракова[24]
- 2018 — «Кощей 21 века» (по пьесе «Майя и Кощей»), ТЮЗ, Тула, реж. Алексей Чуков, худ. Татьяна Матус[25]
- 2018 — «Вертикальная женщина», Преждевременный театр, Санкт-Петербург, реж. Наташа Никуленко[26]
- 2017 — «Ба», Мичуринский драматический театр, Мичуринск, реж. Николай Русский, худ. Е.Никитина[27]
- 2017 — «Вдох-выдох», Драматический лицейский театр, Омск, реж. Евгений Бабаш[28][29]
- 2017 — «Вдох-выдох», Содружество молодых актёров Центр Новая драма, Иркутск, реж. Вадим Карионов и Никита Добрынин.
- 2017 — «Жизнь», Мотыгинский драматический театр, Мотыгино, реж. Светлана Опаленик[30]
- 2017 — «Офелия боится воды», театр Суббота, Санкт-Петербург, реж. Андрей Сидельников[31]
- 2017 — «Вдох-выдох», Курганский драматический театр, реж. Денис Хуснияров[32]
- 2017 — «Юг/север», Театр российской армии, Москва, реж. Гарольд Стрелков, худ. Максим Обрезков[33]
- 2017 — «Вдох-выдох», Драматический театр им. Н. А. Бестужева, Улан-Удэ, реж. Сергей Левицкий, худ. Кристина Войцеховская[34]
- 2017 — «Майя и Кощей», Нижний Новгород, театр «Вера», реж. Ирина Лаптиева, худ. Андрей Михайлов[35]
- 2017 — «Навстречу утренней заре», Братский драматический театр, Братск, реж. Вера Попова, худ. Лёша Лобанов[36]
- 2016 — «Бути знизу» (по пьесе «Вертикальная женщина»), Дикий театр, Киев, реж. Юлия Мороз[37]
- 2016 — «Джульетта выжила», Кировский драматический театр, Киров, реж. Олег Липовецкий, худ. Лёша Лобанов[38]
- 2016 — «Комар мечтает о зиме», Прокопьевский драматический театр, Прокопьевск, реж. Виктория Пучкова[39]
- 2016 — «Приезжала бабка в город» (по пьесе «Ба»), Русский театр драмы и комедии Карачаево-Черкесии, Черкесск, реж. Валентин Беляков[40]
- 2016 — «Хорошие новости», Прокопьевский драматический театр, Прокопьевск, реж. Данил Чащин, худ. Дмитрий Горбас[41]
- 2016 — «Вертикальная женщина», Народный театр-студия «Призма», Сухой Лог, реж. Александра Ермакова
- 2015 — «Кот стыда» («Ба»), Российский академический молодежный театр, Москва, реж. Марина Брусникина, худ. Николай Симонов[42]
- 2015 — «Ба», Драматический театр им. Горького, Кудымкар, реж. Сергей Авдеев[43]
- 2014 — «Ба», Саратовский театр драмы им. Слонова, реж. Сергей Щипицин[44]
- 2014 — «Ба», Коляда-театр, реж. Николай Коляда[45]
- 2014 — «Ба», Красноярский драматический театр им. Пушкина, реж.Евгений Ланцов, худ. Николай Слободяник[46]
- 2014 — «Ба», Прокопьевский драматический театр, реж. Артём Устинов[47]

## Публикации

### Книги
Юлия Тупикина. Как разбудить в себе Шекспира. Издательство Бомбора, 2021 г.

### Журналы и сборники
Юлия Тупикина. Вдох-выдох. Пьесы года 2016: (Сборник драматических произведений). М.: Благотворительный Фонд поддержки деятелей культуры и искусства «Стремление», 2016.- 274 с.
Юлия Тупикина. Вдох-выдох. Лучшие пьесы 2015: (Сборник). — М.: НФ Всероссийский драматургический конкурс «Действующие лица»
Юлия Тупикина. Джульетта выжила. Современная драматургия, № 1, 2016
Юлия Тупикина. Стыд и плесень. Лучшие пьесы 2015: (Сборник). — М.: НФ Всероссийский драматургический конкурс «Действующие лица»
Юлия Тупикина. Ба. Современная драматургия, № 4, 2013.
Юлия Тупикина. Бэби-блюз. Современная драматургия, № 1, 2013.
Юлия Тупикина. Кулинарный кружок. Сюжеты [Текст] : [сборник пьес] / Союз театральных деятелей России. - Москва : Союз театральных деятелей России, 1990. № 30. - 2013. - 336 с. : портр..